# Мінський обласний драматичний театр
Мінський обласний драматичний театр (біл. Мінскі абласны драматычны тэатр, рос. Минский областной драматический театр) — обласний драматичний театр у місті Молодечно (Мінська область, Білорусь).

## Загальні дані
Мінський обласний драматичний театр розташований в історичній будівлі за адресою:
вул. Чкалова, буд. 7, м. Молодечно (Мінська область), Республіка Білорусь.
Вистави театру йдуть на обох державних мовах країни — білоруською та російською мовами.

## З історії театру
Мінський обласний драматичний театр був створений у місті Молодечні на базі Молодеченського народного театру міського Будинку культури в 1991 році. Ідею створення закладу підтримало управління культури Міноблвиконкому в особі його начальника Акушевича Анатолія Леонідовича. Ініціатором створення театру був заслужений робітник культури Республіки Білорусь Микола Петрович Мацкевич, який і очолював молодий творчий колектив до 2002 року. За цей час ним було поставлено 14 вистав, різноманітних за жанром і змістом. Основу трупи склали запрошені випускники творчих вишів Мінська.
Відкриття театру, який на той час підготував свій початковий репертуар, відбулося 1993 року показом спектаклю «Земля» за поемою Я. Коласа «Новая земля» (режисер М. Мацкевич).
За майже 20-літню історію театра в ньому працювали різні режисери, в тому числі й спеціально запрошені столичні — зокрема, значним успіхом стала співпраця колективу з провідним білоруським драматургом Олексієм Дударєвим; для окремих постановок запрошувались мінські режисери Григорій Боровик («Час, Сымоне, час»), В. Забелло («Женитьба Бальзаминова» О. Островського і «Диоген» Б. Рацера та В. Константинова), Валерій Раєвський, художній керівник Національного Академічного театру ім. Я. Купали («Недоразумение» за А. Камю); Володимир Короткевич і Валерій Мазинський здійснили перенесення спектаклів «Без меня меня женили» Ф. К. Кроца та «Вечер» О. Дударєва тощо.
В спектаклях Мінського обласного драматичного театру брали участь: заслужений артист РБ Едуард Горячий, заслужена артистка РБ Віра Ковалерова; народна артистка РБ Марія Захаревич.
Вагомий внесок у зростання творчого потенціалу театру зробив черговий режисер Венедикт Расстриженков (працював у театрі до 2001 року) — окрім яскравих вистав для дитячої авдиторії («Волшебства в стране Оз», «Поющий поросенок…», «Деревянный Рыцарь» тощо), він створив філософські за задумом «дорослі» спектаклі: «За закрытыми дверями» Ж. П. Сартра, драматична клоунада «Кароль» за п'єсою С. Мрожека.
Головні художники театру — Володимир Жданов (1992—94), Євген Волков (1994–2000; оформлено близько 25 вистав), Ольга Грицаєва. Головним балетмейстером від дня заснування театру працював Анатолій Кудрявцев (†2004).
Від 1994 року на базі театру майже щороку проводиться Республіканський театральний фестиваль майстрів мистецтв «Маладеченская сакавіца», ініціатором започаткування якого виступив тодішній Голова Молодеченського міськвиконкому Геннадій Карпенко.
У 2003—04 роки художнє керівництво театром здійснював Валерій Лосовський (спектаклі «Незваный гость», «День рождения кота Леопольда»), у 2004—06-й — Антоніна Міхальцова («Фантазия ля-минор» за п'єсою В. Дроздова, «Маленький принц» за А. Екзюпері).

## Репертуар і діяльність
У репертуарі Мінського обласного драматичного театру особливе місце посідають постановки за національною (білоруською) драматургією: «Час, Сымоне, час» за твором «Раскіданнае гняздо» класика Я. Купали, «Комедия» В. Рудова за творами К. Марашевського та Ф. Алехновича, «Вечер» О. Дударєва тощо.
Значну частину репертуару молодеченських театралів традиційно складають спектаклі за творами зарубіжних авторів: «Двое на качелях» В. Гібсона, «Чёрная невеста» Ж. Ануя, «Сильвия» А. Герні, «Мамаша Кураж» Б. Брехта тощо.
Поставлені також п'єси російських драматургів: «Женитьба Бальзаминова» та «Последняя жертва» О. Островського, «Характеры» за оповіданнями В. Шукшина, «Провинциальные анекдоты» А. Вампілова тощо.
Драмтеатр у Молодечні першим відкрив таких авторів, як Лявон Вашко («Секс по переписке»), Сергій Ковальов («Соломея и её любовники»). Нерідко тематика вистав театру є гострою і нагальною — так, на молодеченській сцені вперше була показана вистава Олексія Дударєва «Отчуждение», що здіймає проблематику Чорнобильської трагедії.
Спільний із Польським інститутом проект — вистава «Забава» за п'єсою Славомира Мрожека в постановці Ігоря Блінкова.
Мінський обласний драматичний театр бере активну участь у різноманітних театральних фестивалях і оглядах — Театральний фестиваль сучасної німецької драматургії (Мінськ, 1998, під егідою Інституту німецької культури ім. Гете); «Надежда» (Гродно, 1998, 2001), білоруські республіканські театральні огляди тощо.

## Джерело-посилання
- Мінський обласний драматичний театр [Архівовано 7 жовтня 2013 у Wayback Machine.] // Театри Білорусі [Архівовано 20 квітня 2010 у Wayback Machine.] на www.belarus-theatre.net («Театральна Білорусь») [Архівовано 11 березня 2010 у Wayback Machine.] (рос.)